# Chiesa di Santo Spirito (Perugia)
La chiesa di Santo Spirito è una chiesa parrocchiale della città di Perugia. La chiesa fu edificata tra il 1579 e il 1689 nel rione di Porta Eburnea, sulle fondamenta di un preesistente monastero femminile benedettino.

## Storia
In quest’area esisteva probabilmente già dall'XI sec. un insediamento di monache benedettine a ridosso delle mura etrusche, che risulta documentato solo dal XIII sec. Nel XV sec. il monastero fu sciolto e l’edificio fu ceduto ai Francescani Padri Minimi di Paola. La chiesa fu ricostruita a partire dal 1579 e compiuta nel 1689 su disegno di Francesco Vezzosi da Pistoia. Nel 1798 durante la Repubblica Giacobina il convento subì la soppressione delle congregazioni e degli ordini religiosi. Successivamente a seguito della Restaurazione, i Padri Minimi di Paola, come gli altri ordini, tornarono alle loro sedi, ma per poco tempo. Infatti, dopo l’unità d’Italia nel 1861 con il decreto Pepoli, i Minimi furono allontanati nuovamente e il convento passò al Demanio definitivamente, divenendo sede della”Scuola Normale Femminile di Perugia” (1863) in seguito dell'Istituto Magistrale e attualmente è sede del Liceo statale “Assunta Pieralli”. Anche la chiesa fu incamerata dallo Stato, per divenire magazzino di viveri dell’esercito, dopo 50 anni fu consacrata parrocchiale, acquisendo anche il titolo della vicina chiesa di San Giacomo delle cinque piaghe in Porta Eburnea non più officiata. Fortunatamente le opere in essa contenute non furono requisite dai commissari napoleonici, ad eccezione degli argenti e delle campane; nemmeno musealizzate dai commissari del nuovo stato italiano, come invece avvenne per molte chiese che furono spogliate delle loro opere d’arte. Ciò è spiegabile perché a quell’epoca, secondo la prevalente concezione “vasariana”, si dava scarso valore alle opere posteriori a Raffaello e a Michelangelo, soprattutto a quelle prodotte nella Provincia; pertanto possiamo ancora ammirarle nel loro luogo di origine.

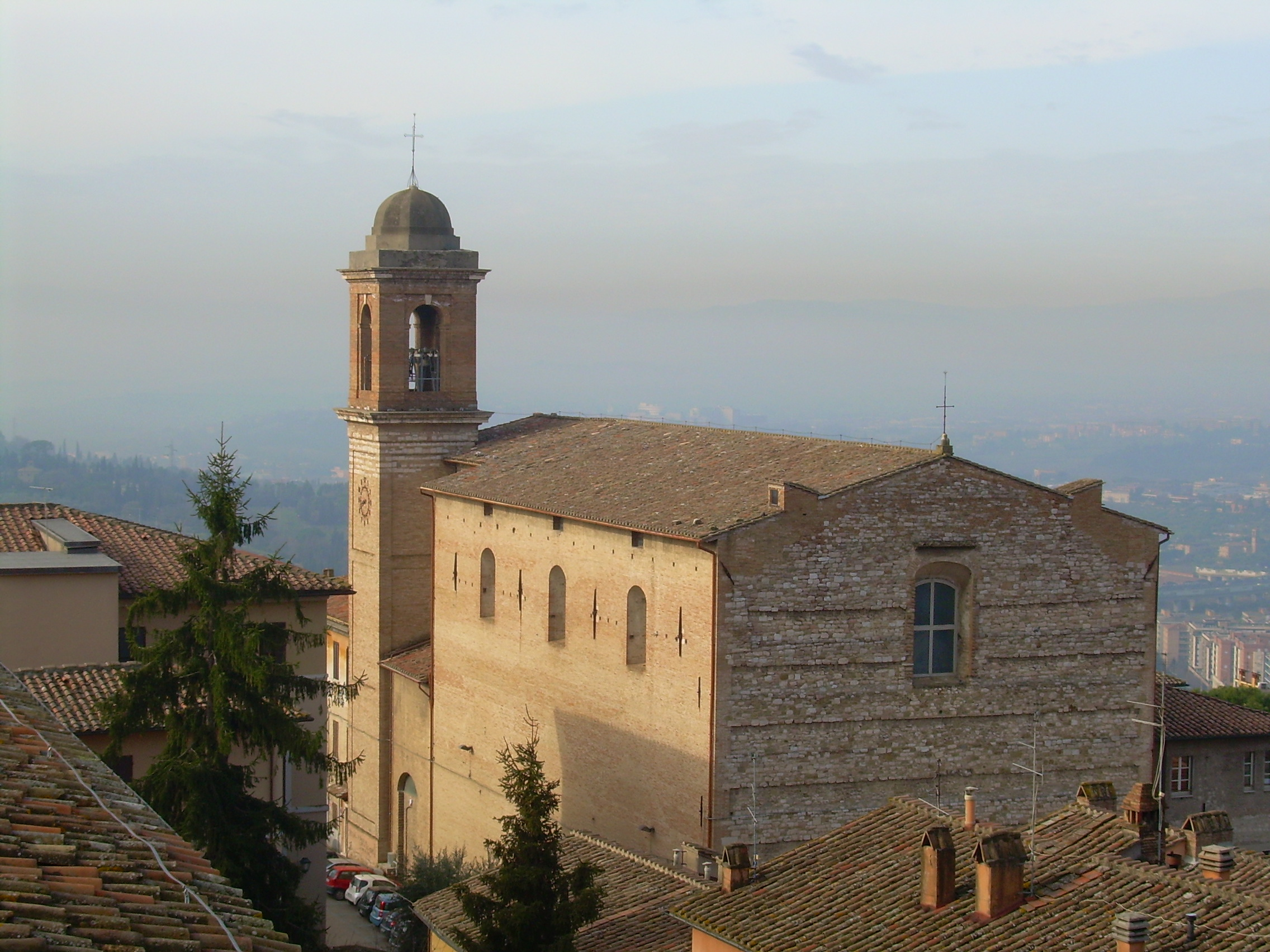

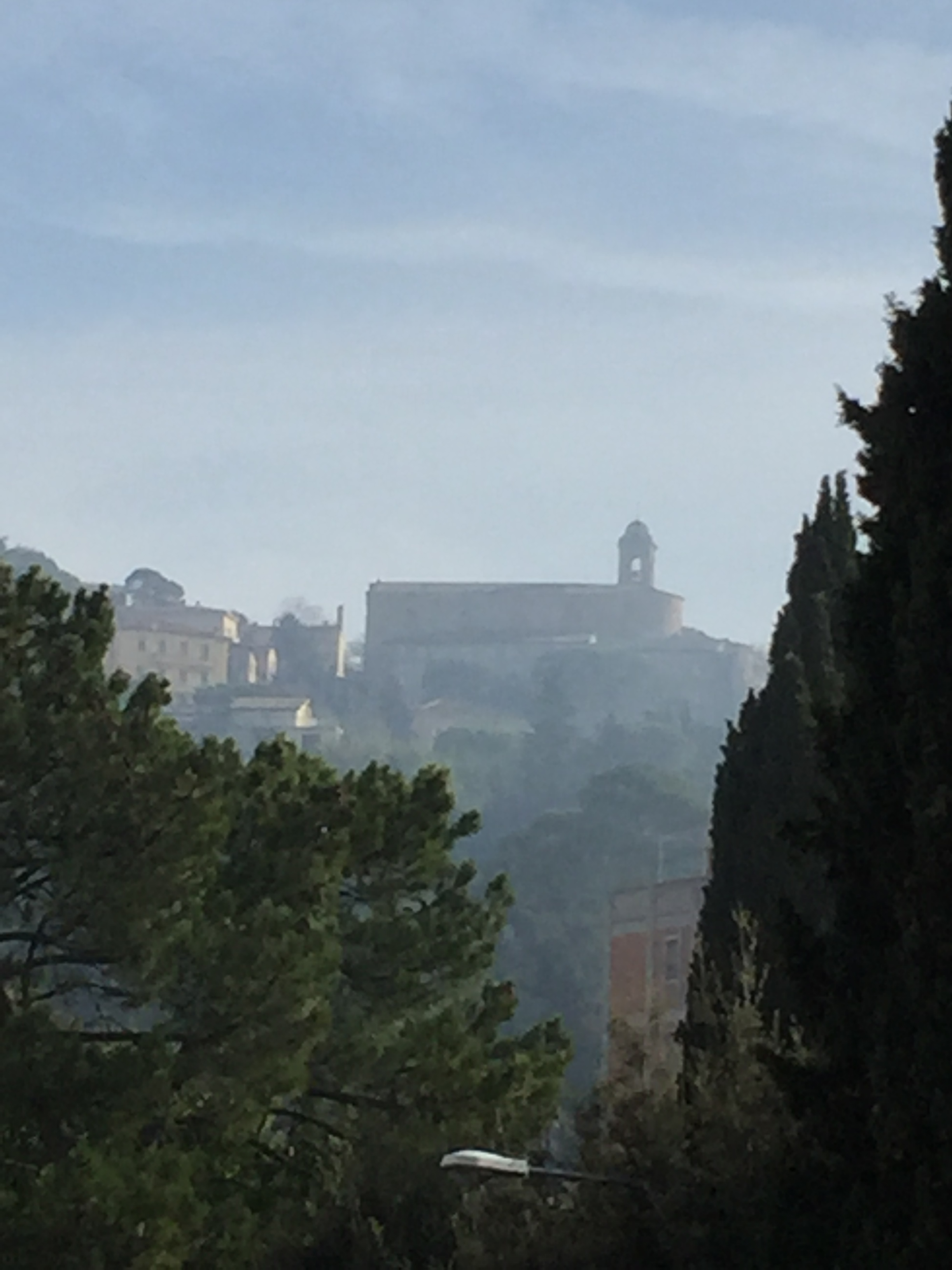
La Chiesa di Santo Spirito vista dal quartiere Case Bruciate

## Architettura
È costruita in laterizio ed è di notevoli dimensioni (mq 675), ha un impianto a croce latina e navata unica,  divisa in tre campate ciascuna con linee architettoniche classiche con volte a botte. La particolarità della pianta sta nella progettazione del transetto, il quale è stato inserito all'interno del rettangolo che delimita la costruzione così da essere invisibile dall'esterno: questo espediente, in conformità anche con le direttive del Concilio di Trento, come nella chiesa di S. Filippo Neri permetteva di migliorare l'acustica all'interno della chiesa, conseguentemente anche la partecipazione corale ne trovava giovamento.
La facciata è a capanna rivolta a nord, e, come molte chiese perugine, non è stata mai completata nel rivestimento, per cui permangono delle fasce di mattoni aggettanti sulle quali doveva aggrapparsi la pietra o il marmo. Il campanile fu costruito nel XIX secolo in sostituzione del piccolo campanile a vela ancora visibile in alcune stampe. È posto nel fianco sinistro, è a base quadrata con la cella campanaria coperta da una cupoletta poligonale. In questo lato è situato l'ingresso laterale della chiesa , che viene aperto in sostituzione del grande portale della facciata.

## Arte

### Lato destro della navata
Ad ogni campata della navata corrisponde una cappella con un altare per ciascun lato.
Il primo altare a destra conserva una tela del perugino Francesco Busti (1678-1767), Madonna con Bambino e S. Michele Arcangelo che abbatte Lucifero; in alto vi è una scia di angioletti che esprimono spavento e ripulsa verso la scena sottostante. Il soggetto è comune ad altre chiese dei Minimi, perché si riferisce a S. Francesco di Paola a cui apparve in sogno S. Michele Arcangelo, che gli affidò uno scudo con l’iscrizione Charitas. L’opera è inserita in uno sfondo di finte architetture prospettiche di Pietro Carattoli del XVIII secolo.
Nel secondo altare è custodita una tela raffigurante la Trinità in Gloria con S. Francesco de Sales, santo appartenente all’Ordine dei Minimi di Paola, in atto di intercedere presso la Trinità per la beatificazione dei due Frati Minimi: Gaspare de Bono da Valenza e Nicola Saggio da Longobardi da Cosenza, che lo fiancheggiano. L’opera fu dipinta da Cristoforo Gasperi (1716-1804) nel 1788, in occasione della beatificazione dei due frati da parte di Papa Pio VI. Nella parte inferiore sono rappresentati degli angioletti che sorreggono rispettivamente la mitria vescovile, i simboli della mortificazione corporale e della castità, quali il cilicio, il flagello e il giglio. Ancora più in basso vi è raffigurato un paesaggio dove si riconosce il convento dei Minimi di Paola. Anche quest’opera è inserita in uno sfondo di finte architetture prospettiche, alla base delle quali sono dipinte le allegorie delle due virtù teologali: Fede e Speranza, non compare la Carità, in quanto essa stessa sta a fondamento dell’Ordine. Sono raffigurate inoltre due virtù cardinali: Temperanza e Prudenza.
Il terzo altare è incorniciato da quattro colonne tortili in legno intagliato e dorato della fine del ‘600 con al centro una nicchia che ospita una tela ad olio di anonimo, con l’immagine molto venerata di Francesco da Paola, dipinta prima del 1861.

### Transetto e abside
Nel braccio destro del transetto è posizionato l’organo. La tribuna absidale è scandita da tre arcate cieche che incorniciano tre opere pittoriche. Al centro è rappresentata la Discesa dello Spirito Santo, opera del pistoiese Lazzaro Baldi (1624-1703), allievo di Pietro da Cortona, in esso è ritratta la Madonna in cima ad una scalinata con gli apostoli tra cui San Pietro,alla sinistra in basso, e San Giovanni, a destra. Nelle altre due nicchie laterali S. Pietro che amministra i Sacramenti: il Battesimo e la Cresima, opere della scuola di Lazzaro Baldi (XVII sec.). I seggi in noce del coro sono del XVIII secolo. Sopra all'altare centrale è un Crocefisso della Val Gardena del 1939, opera lignea dello scultore J. Purger di Ortisei .
Nel braccio sinistro del transetto l’opera di Francesco Busti (1678-1767) rappresenta S. Giuseppe con Gesù in grembo (1738), mentre nella parete di fondo l’altare accoglie l’opera su tela, proveniente dalla vicina chiesa di San Giacomo, raffigurante il Santo, anch’essa di F. Busti. L’Apostolo è raffigurato in veste di pellegrino con il bordone che indica la strada, ma stranamente non è presente l’attributo della conchiglia, specifico del Santo, quale testimonianza dell’avvenuto pellegrinaggio. Segue l’Immacolata Concezione dello stesso autore, raffigurante la nota iconografia della Madonna che schiaccia il serpente.

### Lato sinistro della navata
Ripartendo dall’ingresso nel lato della controfacciata vi erano due dipinti di uguali dimensioni di Mattia Batini (1666-1727), fine XVII sec., trafugati da ignoti nel 2010..
Il primo altare ospita una tela di Giacinto Boccanera (1666-1746) del 1731, raffigurante Spiridione che battezza l’imperatore Costante. L’opera è anch’essa inserita nello sfondo di finte architetture prospettiche di Pietro Carattoli.
Il secondo altare, detto “degli orefici”, conserva una tela di Mattia Batini raffigurante i coniugi Andronico e Atanasia (santi vissuti in Egitto nel IV sec.), rassegnati per la perdita dei figli e sottomessi alla volontà divina. Andronico indica in alto la volontà di Dio; i bambini dal colore verdastro sono rappresentati con le fattezze degli adulti, ma più piccoli.
Il terzo altare “della Madonna” è in legno policromo scolpito, con decorazioni in stucco del XVIII sec. e le colonne tortili come quelle dell’altare di S. Francesco di Paola nel lato opposto. Al centro vi è una statua della Madonna di epoca recente, in sostituzione di una più antica, ricordata nella guida di Serafino Siepi; porta un’aureola con dodici stelle, che secondo la profezia dell’Apocalisse indicano le dodici tribù d’Israele, simboleggianti tutto il genere umano. Ai lati due angeli reggi-torcia. In alto un busto del XVIII sec. di anonimo scultore che raffigura il Padre Eterno che regge il globo terrestre.

### Controfacciata
Sopra all'ingresso è collocata una grande tela con S. Francesco che riceve le stimmate sul monte della Verna, opera di ignoto del XVII-XVIII sec., un tema molto comune dell'iconografia francescana. La vetrata sopra il portale d'ingresso è opera di Anna Matilde Falsetti.

### Sacrestia
Nella sacrestia è stato collocato il Crocifisso dalle cinque piaghe del XVI sec., proveniente dalla chiesa di San Giacomo.

## Vetrate
La luce è filtrata da vetrate policrome, realizzate nello storico laboratorio perugino Moretti-Caselli . La prima è del 1954   è collocata in un’apertura dove prima si accedeva al pulpito che ora non c’è più, nel lato destro della navata; rappresenta Gesù ed è stata realizzata da Rosa e Cecilia Caselli. La seconda : Il Creato loda la tua presenza oh Signore, del 1985, situata nel braccio sinistro del transetto, è opera di Anna Matilde Falsetti, pronipote di Ludovico Caselli e odierna continuatrice del prestigioso laboratorio. L’ultima è un’opera contemporanea del 2011: la lunetta nel portale d’ingresso, posta ad illuminare il cammino in uscita dalla chiesa. Rappresenta il popolo di Dio che porta dentro di sé lo Spirito Santo nel mondo, insieme ai quattro elementi: l’aria, l’acqua, il fuoco e la terra in una soffusione di luce e colore.  Alla base vi si legge la scritta: Avrete forza dallo Spirito Santo e mi sarete testimoni fino alla fine della terra.

## Sepolture
Come tutte le chiese prima dell'editto napoleonico la chiesa è stata un luogo di sepoltura, tuttora sono presenti numerose lapidi di tombe di famiglie nobili quali i Graziani, i Bourbon di Sorbello, i Della Penna, della compagnia degli Orefici e Argentari e degli stessi Frati Minimi.

## Organo
L’organo meccanico del 1800, nel lato destro del transetto, ingloba elementi del famoso organaio Angelo Morettini. Lo strumento, danneggiato nel periodo successivo al 1861, nel 1942 venne sottoposto a rimaneggiamenti e restauro dalla ditta Pinchi di Foligno, che con aggiunte lo trasformò in un organo elettrico-pneumatico. Dal 2011, è stato completamente ripristinato nelle sue funzioni dal Maestro Organista-Organaio Giuseppe Lucca, che lo ha dotato di una bella facciata di quercia degli anni ’30.